# Episodi di Doppia sentenza (serie televisiva 1966) (quarta stagione)
La quarta stagione della serie televisiva Doppia sentenza è stata trasmessa in anteprima nel Regno Unito dalla BBC One tra il 12 settembre 1968 e il 13 marzo 1969.
| nº | Titolo originale                | Titolo italiano | Prima TV UK       | Prima TV Italia |
| -- | ------------------------------- | --------------- | ----------------- | --------------- |
| 1  | Theory                          |                 | 12 settembre 1968 |                 |
| 2  | Proof                           |                 | 19 settembre 1968 |                 |
| 3  | Bird of Passage                 |                 | 26 settembre 1968 |                 |
| 4  | See the Rabbit                  |                 | 3 ottobre 1968    |                 |
| 5  | Take Them in Singles            |                 | 10 ottobre 1968   |                 |
| 6  | Red Herring                     |                 | 17 ottobre 1968   |                 |
| 7  | Five Pair O' Hands              |                 | 24 ottobre 1968   |                 |
| 8  | Minor Incident                  |                 | 31 ottobre 1968   |                 |
| 9  | An Old Song                     |                 | 7 novembre 1968   |                 |
| 10 | Big Boats, Little Boats         |                 | 14 novembre 1968  |                 |
| 11 | For a Rainy Day                 |                 | 21 novembre 1968  |                 |
| 12 | Assistance                      |                 | 28 novembre 1968  |                 |
| 13 | Equal Status                    |                 | 13 dicembre 1968  |                 |
| 14 | Obstruction                     |                 | 12 dicembre 1968  |                 |
| 15 | Going Quietly                   |                 | 19 dicembre 1968  |                 |
| 16 | On Christmas Day in the Morning |                 | 27 dicembre 1968  |                 |
| 17 | Departure                       |                 | 2 gennaio 1969    |                 |
| 18 | Cross Reference                 |                 | 9 gennaio 1969    |                 |
| 19 | Run for the Hills               |                 | 16 gennaio 1969   |                 |
| 20 | Pressure                        |                 | 23 gennaio 1969   |                 |
| 21 | A Quantity of Gelignite         |                 | 30 gennaio 1969   |                 |
| 22 | Critical Path                   |                 | 6 febbraio 1969   |                 |
| 23 | Persistence                     |                 | 13 febbraio 1969  |                 |
| 24 | Second Chance                   |                 | 20 febbraio 1969  |                 |
| 25 | How's the Wife Then?            |                 | 27 febbraio 1969  |                 |
| 26 | Right to Search                 |                 | 6 marzo 1969      |                 |
| 27 | Proved Connection               |                 | 13 marzo 1969     |                 |